# Здоров'я у Франції
Середня тривалість життя у Франції становила 81 рік у 2008 році. Новий показник очікуваного людського капіталу, розрахований для 195 країн з 1990 по 2016 рік і визначений для кожної когорти народжень, як очікувані роки проживають у віці від 20 до 64 років і з урахуванням рівня освіти, якості навчання та якості здоров'я та функціонального стану здоров'я опублікував Lancet у вересні 2018 року. Франція мала дев'ятий найвищий рівень очікуваного людського капіталу з 25 охороною здоров'я, освітою та очікуваними роками, прожитими від 20 до 64 років.

## Проблеми охорони здоров'я у Франції

### Ожиріння у Франції
Незважаючи на те, що французи належать до худших європейців (див. Діаграму нижче), ожиріння у Франції останнім часом все частіше називають головною проблемою охорони здоров'я. Зараз це вважається політичним питанням, тоді як лише за кілька років до цього це було б лише питанням, про яке повідомлялося в телевізійних ток-шоу або в жіночих журналах. Однак Франція лише 128-ма за жирністю країна у світі одна з найнижчих серед розвинених країн. Французька їжа довгий час вивчалася на користь для здоров'я.
| Країна                | Середня вага | ІМТ | Щоденне споживання калорій | Джерело |
| --------------------- | ------------ | --- | -------------------------- | ------- |
| Об'єднане Королівство | 80 кг        | 29  | 2200                       | [ 7 ]   |
| Італія                | 74 кг        | 26  | 2100                       | [ 7 ]   |
| Німеччина             | 73,5 кг      | 26  | 2400                       | [ 7 ]   |
| Франція               | 68 кг        | 24  | 2200                       | [ 7 ]   |

## Охорона здоров'я

### Водопостачання та санітарія
Франція, як і всі країни ЄС, підпорядковується директиві ЄС щодо скорочення скидів стічних вод у чутливі райони. У 2006 р. Франція відповідала лише на 40 %. Одна з країн з найнижчим рівнем успіху в ЄС щодо цього стандарту очищення стічних вод

## Вакцинація
У Франції Вища рада охорони здоров'я відповідає за пропонування рекомендацій щодо вакцин міністру охорони здоров'я . Щороку Інститут епідеміології та нагляду публікує рекомендації щодо імунізації як для загальної популяції, так і для окремих груп. Оскільки деякі лікарні отримують додаткові свободи, у лікарнях є дві ключові особи, відповідальні за політику щодо вакцин: операційний лікар (ОП) та голова лікарняного комітету з питань інфекції та профілактики.
Політика обов'язкової імунізації проти БЦЖ, дифтерії, правця та поліомієліту розпочалася в 1950-х роках, а політика щодо гепатиту B - у 1991 році. Рекомендовані, але не обов'язкові рекомендації щодо грипу, кашлюку, вітряної віспи та кору розпочались відповідно у 2000, 2004, 2004 та 2005 роках. Згідно з барометром охорони здоров'я ІНПЕС Перетті-Ватель за 2013 рік, між 2005 і 2010 роком відсоток французів у віці від 18 до 75 років, які підтримують вакцинацію, знизився з 90 % до 60 %.